# Article 181 de la Constitution belge
L'article 181 de la Constitution de la Belgique fait partie du titre V Des finances. Il oblige l'État à subventionner les églises et les organisations philosophiques non confessionnelles reconnues sur son territoire.
- Le paragraphe premier date du 7 février 1831 et était à l'origine — sous l'ancienne numérotation — l'article 117. Il n'a jamais été révisé.
- Le paragraphe 2 date du 5 mai 1993 et était à l'origine — sous l'ancienne numérotation — l'article 117 alinéa 2.

## Texte de l'article actuel
« § 1er. Les traitements et pensions des ministres des cultes sont à la charge de l'État ; les sommes nécessaires pour y faire face sont annuellement portées au budget.
§ 2. Les traitements et pensions des délégués des organisations reconnues par la loi qui offrent une assistance morale selon la conception philosophique non confessionnelle sont à la charge de l'État ; les sommes nécessaires pour y faire face sont annuellement portées au budget. »

## Histoire
La Belgique adopte une neutralité religieuse avec la séparation de l'Église et de l'État. L'article suscita un débat étendu au congrès national. Le second alinéa est calqué sur le premier,,.